# 嚴禁越界築滷埕暨私晒取鹽碑記
嚴禁越界築滷埕暨私晒取鹽碑記是位於臺灣臺南市北門區的碑碣，碑主體材質為花崗岩並採用陰刻方式進行雕刻，其外觀尺寸為：高109公分、寬62公分。目前的保存情形，其中央已斷裂雖曾有修補重立，惟因故又損毀，現碑文的字跡大多模糊且有些已無法辨識。此碑目前存放於臺灣臺南市學甲區中洲惠濟宮內（學甲區光明里中洲315號）。

## 歷史
該碑記源於清朝道光年間洲北場鹽田，因被颱風洪水沖塌殆盡，鹽民王象民向臺灣府申請在今北門嶼海埔一帶興建鹽田，然因這塊海埔地的南畔有中洲陳姓家族祖墳三穴，陳家因怕鹽田一開，原祖墳地被越界。故而請官府來丈量，最後還立碑示禁，其主要內容是規定鹽場的範圍歸屬，以及外人不得越界晒鹽的一些規定。此碑對於鹽政史而言，是重要的文字紀錄，而對於碑銘石刻而言，也是一塊歷史文物。

## 碑記主述內容
北門在清初時稱其為「北門嶼」，當時此地尚為海中孤島時，相傳彼時有少數漁民在此區域捕魚。其後逐漸聚成庄頭，為了生計也漸漸開始與鹽業的開發產生關聯。於是在清道光25年（1845年）6月時，原於今七股區大寮里及佳里區埔頂交界一帶的洲北場，開設了一些曬鹽的場地。
然而，因當時受颱風所帶來洪水之故，造成洲北鹽場即於今之七股區大寮里與佳里區埔頂之間交界附近，鹽場被洪水沖塌，故而當地鹽民王象遂逕向臺灣府申請興建鹽場位置約於今北門嶼海埔一帶。
另外，因所申請範圍的南畔有可能會侵犯到陳家的祖墳（即今的「狗氳氤」（Káu-un-khûn）），故而亦須由官府來進行規範，陳家因怕鹽田一開，原祖墳地被越界。而從碑文中「南畔有陳家祖墳三穴，前□除三百弓歸陳家守墳，標記定界，不准侵越」來看，應是有侵犯到因而才向官府申請來丈量，並規範鹽場之範圍。同時，在碑文最後亦規定除官府所許的範圍外，不允許越界，否則將予以依法嚴辦。

## 圖集

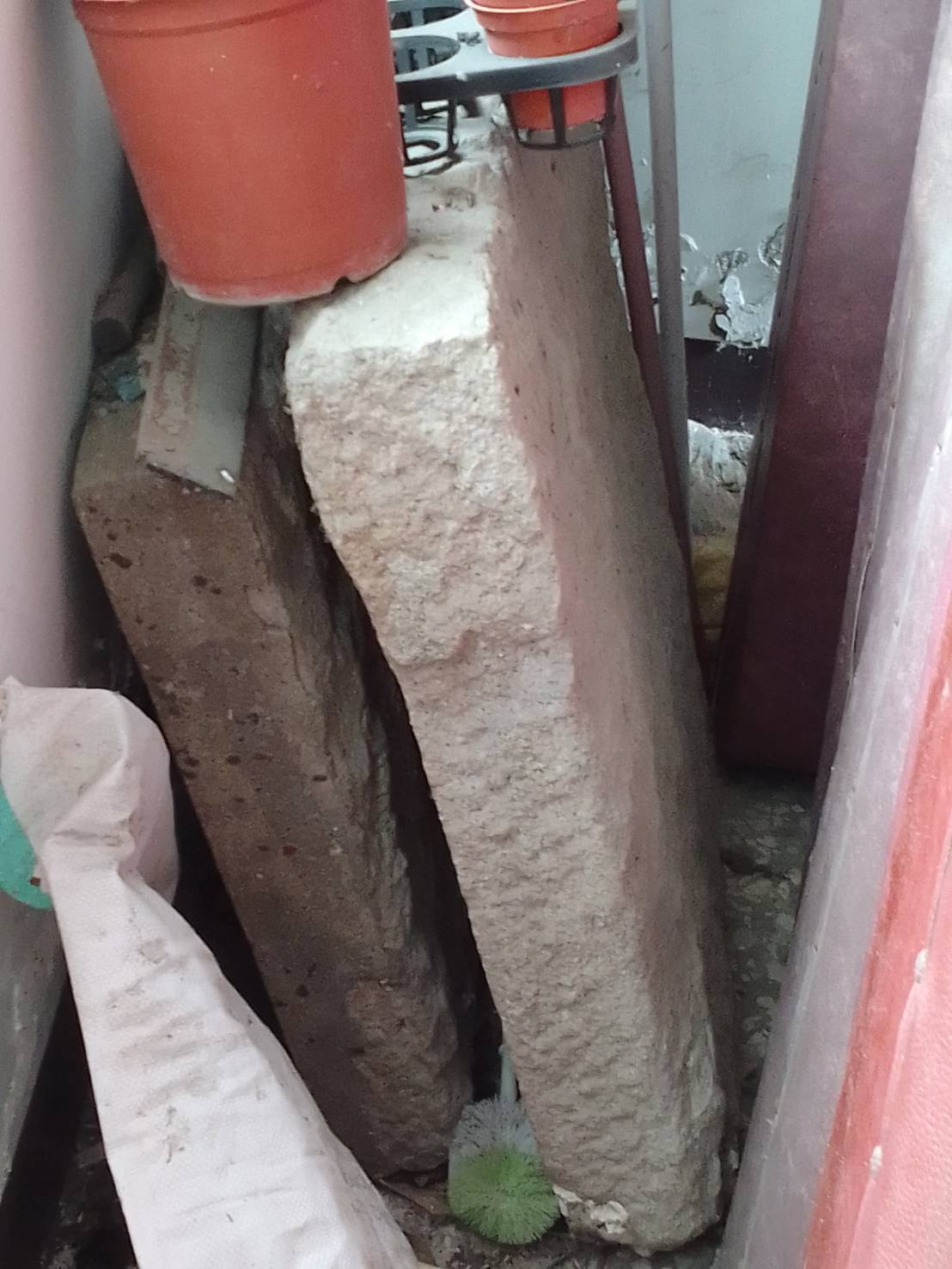
嚴禁越界築滷埕暨私晒取鹽碑記-保存現況
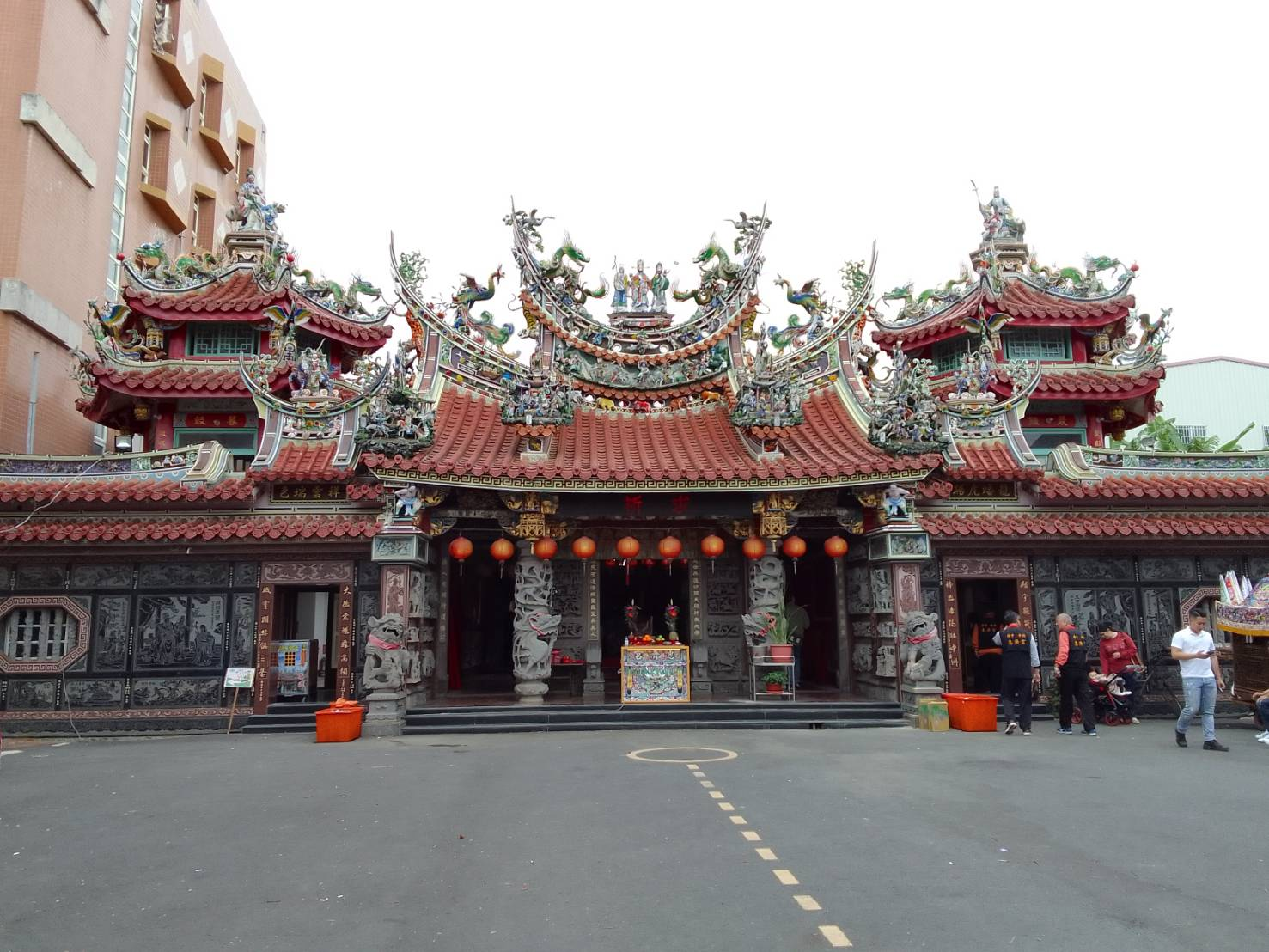
中洲惠濟宮-廟庭廣場
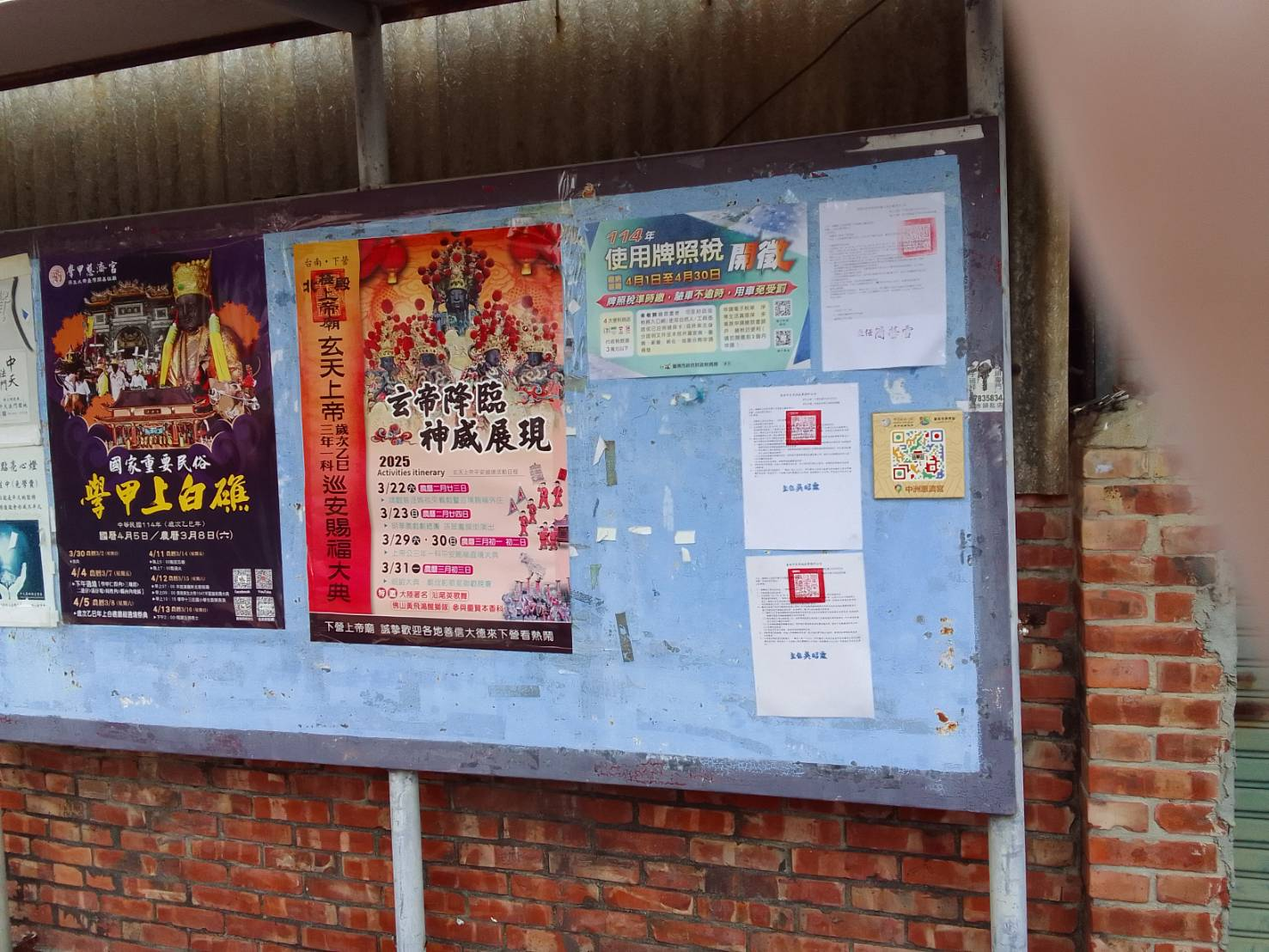
中洲惠濟宮-公告欄與維基百科地標磁牌

## 資料來源
1. ↑  . 中國哲學書電子化計劃.   [2024-07-18] （中文（臺灣））.
2. 1 2  何培夫. . 臺南: 臺南縣政府文化局. 2001: 150–151. ISBN 957-028141-3.
3. 1 2  姜天陸. . 臺南: 臺南市政府文化局. 2014: 21–66. ISBN 978-986-04-3028-8.
4. 1 2  蔡炅樵. . 臺南: 交通部觀光局雲嘉南濱海國家風景區管理處. 2010: 124. ISBN 9789860200676.
5. ↑  NanYing (NanYing). . nanying.pixnet.net. 2016-05-02  [2024-07-18]. （原始内容存档于2024-07-20） （中文（臺灣））.